# اتصال جزری
اتصال جزری (عمدتا به عنوان روشی برای اتصال مکانیکی، مانند نصب لنز به دوربین یا نصب پایه دوربین ) مکانیزمی است که از یک طرف نر استوانه ای شکل با یک یا چند پین و یک گیرنده ماده با شکاف(های) L شکل مطابق و با فنر(ها) برای قفل نگه داشتن دو قسمت در درون هم تشکیل میشود. شکاف ها مانند یک حرف بزرگ L با یک گردی (قطعه کوتاه رو به بالا در انتهای شکاف افقی) شکل می گیرد. پین به شکاف عمودی L وارد شده سپس به درون شکاف افقی می چرخد، سپس توسط فنر کمی به سمت بالا به داخل گردی هل داده می شود. مکانیزم دیگر قادر بچرخش نیست مگر اینکه در مقابل فنر فشار داده شود تا زمانی که پین از گردی خارج شود.

اتصال جزری

## اختراع
بدیع الزمان جزری (۱۱۳۶‌‌‌‌‌‌‌‌تا‌۱۲۰۶‌میلادی) مخترع اهل عثمانی در موقع اختراع ساعت شمعی خود برای اینکه استفاده کننده بتواند به سرعت شمع ها را عوض کند و در این موقع زمانی هدر نرود به فکر افتاد روشی ابداع کند که شمع بدون اتلاف وقت و با استحکام تعویض شود.

## کاربردها

### در اسلحه
در قرن نوزدهم میلادی تولید کنندگان اسلحه به دنبال روشی بودند تا سربازان بتوانند سرنیزه های خود را در میدان جنگ به سرعت بر روی سلاح نصب کنند و بردارند و بدین ترتیب از این روش استفاده کردند و این اتصال را که مدتها فراموش شده بود زنده کرده و اینبار آن را اتصال سرنیزه یا بایونت نامیدند.

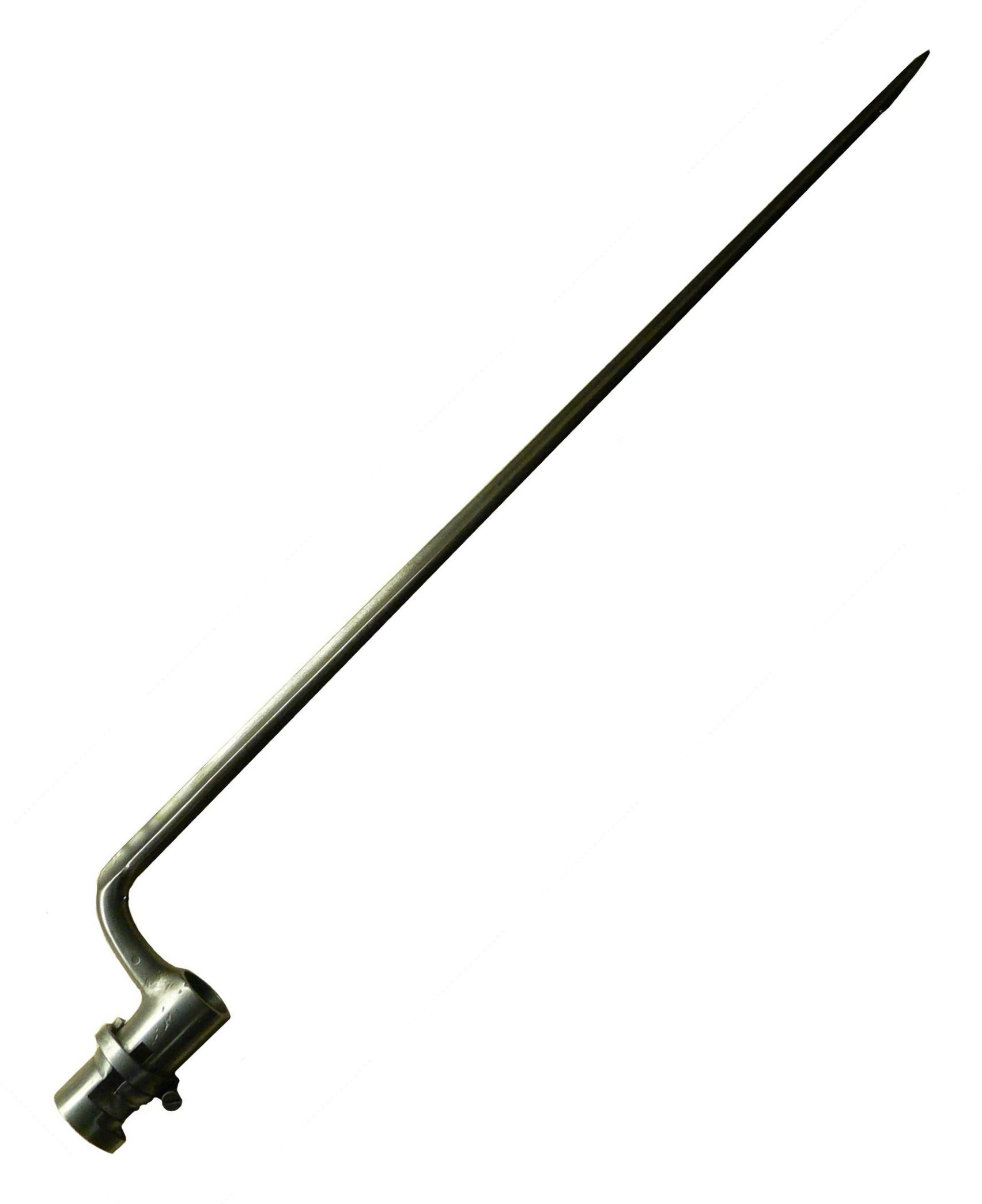
یک سرنیزه از قرن نوزدهم میلادی که از این نوع اتصال استفاده میکند

### در صنعت برق
کانکتورهای الکتریکی جزری در همه کاربردهایی که از سایر کانکتورها استفاده می شود، برای انتقال نیرو یا سیگنال استفاده می شوند. این اتصالات را می توان سریعتر از اتصالات پیچی و ایمن تر از اتصالات فشاری وصل کرد. آنها نسبت به هر دو نوع در برابر لرزش مقاوم تر هستند. آنها ممکن است برای اتصال دو کابل یا برای اتصال یک کابل به کانکتور روی پانل یک قطعه تجهیزات استفاده شوند.
چندین کلاس از کانکتورهای کابل برق، از جمله کابل های صوتی، تصویری و داده از این روش استفاده می کنند. به عنوان مثال می توان به کانکتورهای BNC، C و ST اشاره کرد. (در کانکتور BNC بخش نر دارای شکاف و فنر است.)

#### سرپیچ جیوده
سرپیچ جیوده (GU-10) که برای لامپ های هالوژنی و دیود نوری مورد استفاده قرار می گیرند، اتصال مشابهی دارند اما گل میخهای نگهدارنده در انتهای لامپ نصب می شوند و هادی برق هم هستند. گلمیخها استوانه‌ای هستند، اما انتهای آن‌ها قطر بزرگ‌تری دارند، وقتی از بغل که نگاه میکنیم، شبیه T است. بخش ماده دارای دو شیار شبیه سوراخ کلید منحنی است که در یک انتها سوراخ هایی به اندازه برای پذیرش انتهای پین ها وجود دارد. لامپ با قرار دادن پین‌ها در سوراخ‌ها و چرخش در جهت عقربه‌های ساعت وارد سرپیچ می‌شود.فنرها به صورت جانبی روی گلمیخها عمل می کنند، بنابراین برای قفل کردن لامپ در اتصالات، نیازی به فشار به داخل نیست. اتصالات جیوده به شکل مقاوم در برابر حرارت برای استفاده با لامپ های هالوژن که گرما تولید می کنند موجود است.

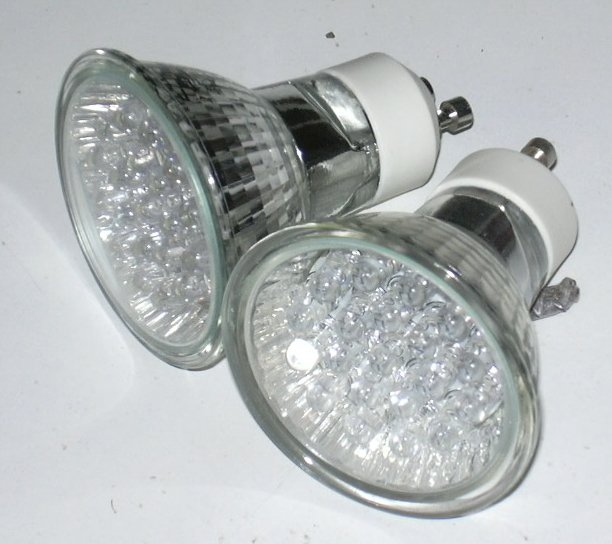
سرپیچ جیوده